# Saint-Jean-Mirabel
Saint-Jean-Mirabel là một xã thuộc tỉnh Lot tây nam Pháp. Xã có diện tích 9,2 kilômét vuông, dân số theo điều tra năm 1999 là 212 người. Khu vực này có độ cao trung bình 310 mét trên mực nước biển.